# Fresnes-au-Mont
 Fresnes-au-Mont  là một xã thuộc tỉnh Meuse trong vùng Grand Est đông nam nước Pháp. Xã này nằm ở khu vực có độ cao trung bình 287 mét trên mực nước biển.